# Don Estelle
Don Estelle (eigentlich Ronald Edwards; * 22. Mai 1933 in Manchester; † 2. August 2003 in Rochdale) war ein britischer Schauspieler und Sänger.

## Leben
Zusammen mit dem Schauspielerkollegen Windsor Davies tourte er lange durch Großbritannien. Bekannt wurde er aber vor allem durch Serienrollen, z. B. als Gunner „Lofty“ Sugden in der Comedyserie It Ain’t Half Hot Mum.
Seinen größten Gesangserfolg hatte er ebenfalls zusammen mit Windsor Davies mit dem Nummer-eins-Hit Whispering Grass, der sich über eine Million Mal verkaufte. Estelle und Davies sangen den Song in ihren Rollenfiguren Lofty und BSM Williams.

## Diskografie

### Alben
- 1975: Sing Lofty (mit Windsor Davies)
- 1976: Lofty Sings
- 1977: Beautiful Dreamer
- 1978: Bless You for Being an Angel (mit Windsor Davies)
- 1979: Time After Time
- 1979: Sings Songs for Christmas
- 1985: Lonely Wine
- 2003: With a Song in My Heart

### Singles
- 1975: Whispering Grass (mit Windsor Davies)
- 1975: Paper Doll (mit Windsor Davies)
- 1976: I Don’t Want to Set the World on Fire (mit Windsor Davies)
- 1976: Nagasaki (mit Windsor Davies)
- 1976: If You’d Really Cared
- 1977: Only You (mit Harry Robinson and the Mike Sammes Singers)
- 1978: Java Jive (mit Windsor Davies)
- 1979: Cool Water (mit Windsor Davies)
- 1980: The Green Cross Code Song (David Prowse and the Green Cross Kids feat. Don Estelle)
- 1980: Walk On By
- 1980: Whispering Grass
- 1981: Beautiful Dreamer
- 1981: Little Donkey (mit The Mold Green Junior Folk Group Choir)
- 1982: Rule Britannia (mit Jack Douglas)
- 1983: Ecoutez ma chanson
- 1989: Not so Much Waste

## Filmografie (Auswahl)
- 1984: Magere Zeiten – Der Film mit dem Schwein (A Private Function)